# Hammatt Billings
Charles Howland Hammatt Billings (1818–1874) fue un artista y arquitecto estadounidense, nacido en Boston, Massachusetts.
Entre sus trabajos están las ilustraciones originales del libro La cabaña del Tío Tom (tanto la impresión inicial y una edición ampliada de 1853),
el Monumento Nacional a los padres de la patria, el monumento de la Guerra Civil en Concordia, Massachusetts y el dosel de granito de 1867 (desde entonces reemplazado) para el monumento de Plymouth Rock. Trabajó por algunos años con su hermano Joseph Edward Billings, también arquitecto.
Fue el artista de uno de los mejores retratos basado en la Batalla de Lexington y Concord.

## Diseños seleccionados
- Edificio Wesleyan, Boston (Bromfield Street), 1870.
- Hall universitario, la estructura original en Wellesley College, 1871-1875, destruido por un incendio en 1914.
- Tremont Street Methodist Episcopal Chuch.
- Museo de Boston (teatro).
- Monumento nacional a los padres de la patria de los Estados Unidos.

## Galería de imágenes

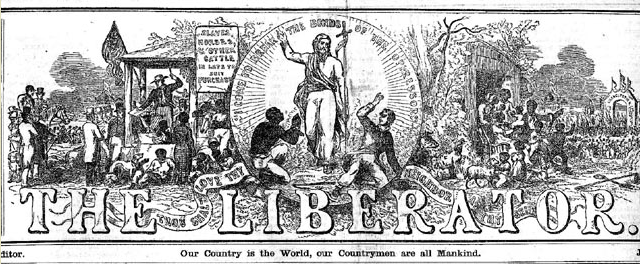
Liberator masthead, diseñado por Billings (1850)
Ilustración de la cabina de Tío Tom (1853)
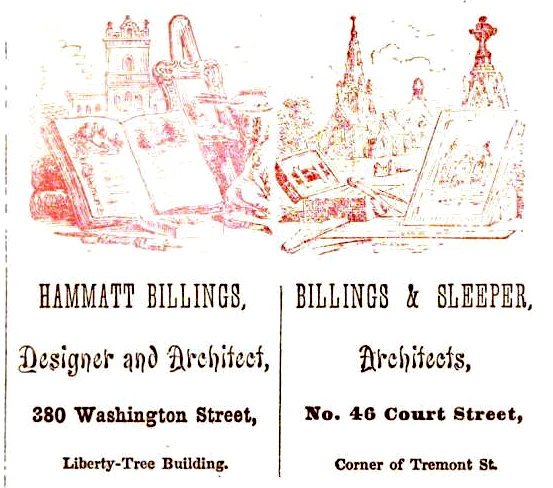
Anuncio para "Hammatt Billings, diseñador y arquitecto" (1853 )
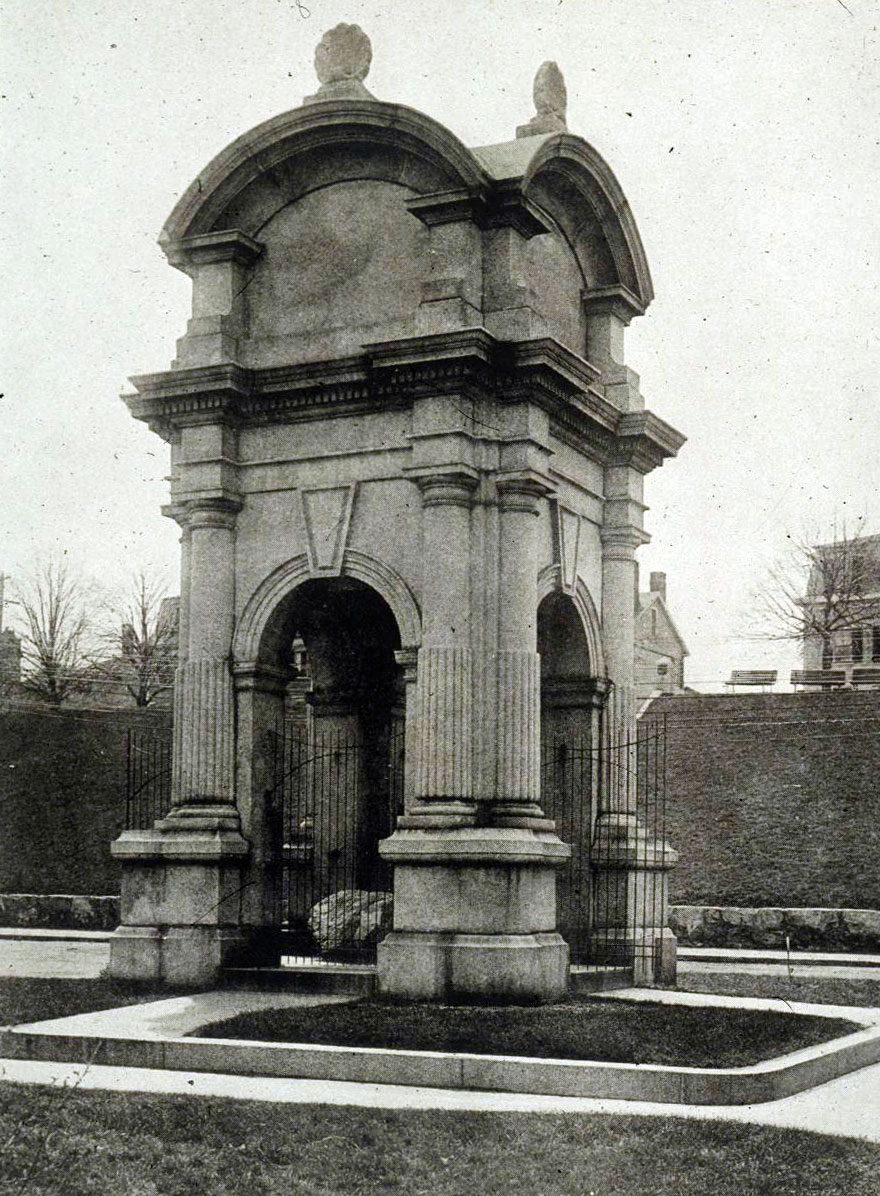
Dosel de Plymouth Rock (1867, reemplazado en 1920)

## Lectura próxima
- M.M. Ballou. Historia de vida de Hosea Ballou: para el joven. Boston: Un. Tompkins, 1854. Ilustraciones por Billings. Libros de Google
- Bernstein, Robin (2011). Bernstein, Robin (2011). Racial Innocence: Performing American Childhood from Slavery to Civil Rights. New York University Press, pages 95-97, 105-119. ISBN 978-0-8147-8708-3. Bernstein, Robin (2011). Racial Innocence: Performing American Childhood from Slavery to Civil Rights. New York University Press, pages 95-97, 105-119. ISBN 978-0-8147-8708-3.
- O'Gorman, James F. (1998). Accomplished in All Departments of Art: Hammatt Billings of Boston 1818-1874. Boston: University of Massachusetts Press. ISBN 1-55849-148-1. O'Gorman, James F. (1998). Accomplished in All Departments of Art: Hammatt Billings of Boston 1818-1874. Boston: University of Massachusetts Press. ISBN 1-55849-148-1.
- O'Gorman, James F. Hammatt Billings, en El Otoño de Biblioteca Privado 1994, publicado por la Asociación de Bibliotecas Privada
- Richard Stoddard (January 1972). «Hammatt Billings, Artist and Architect» (PDF). Society for the Preservation of New England Antiquities. Archivado desde el original el 30 de octubre de 2007. Consultado el 18 de mayo de 2006.Recuperó Richard Stoddard (January 1972). «Hammatt Billings, Artist and Architect» (PDF). Society for the Preservation of New England Antiquities. Archivado desde el original el 30 de octubre de 2007. Consultado el 18 de mayo de 2006.  [Enlace muerto]
- Sammarco, Anthony Mitchell (October 2010). Milton: A Compendium. Charleston, SC: The History Press. ISBN 978-1-59629-377-9. Sammarco, Anthony Mitchell (October 2010). Milton: A Compendium. Charleston, SC: The History Press. ISBN 978-1-59629-377-9.  Capítulo Uno incluye una biografía de Billings